# Astronomins dag och natt

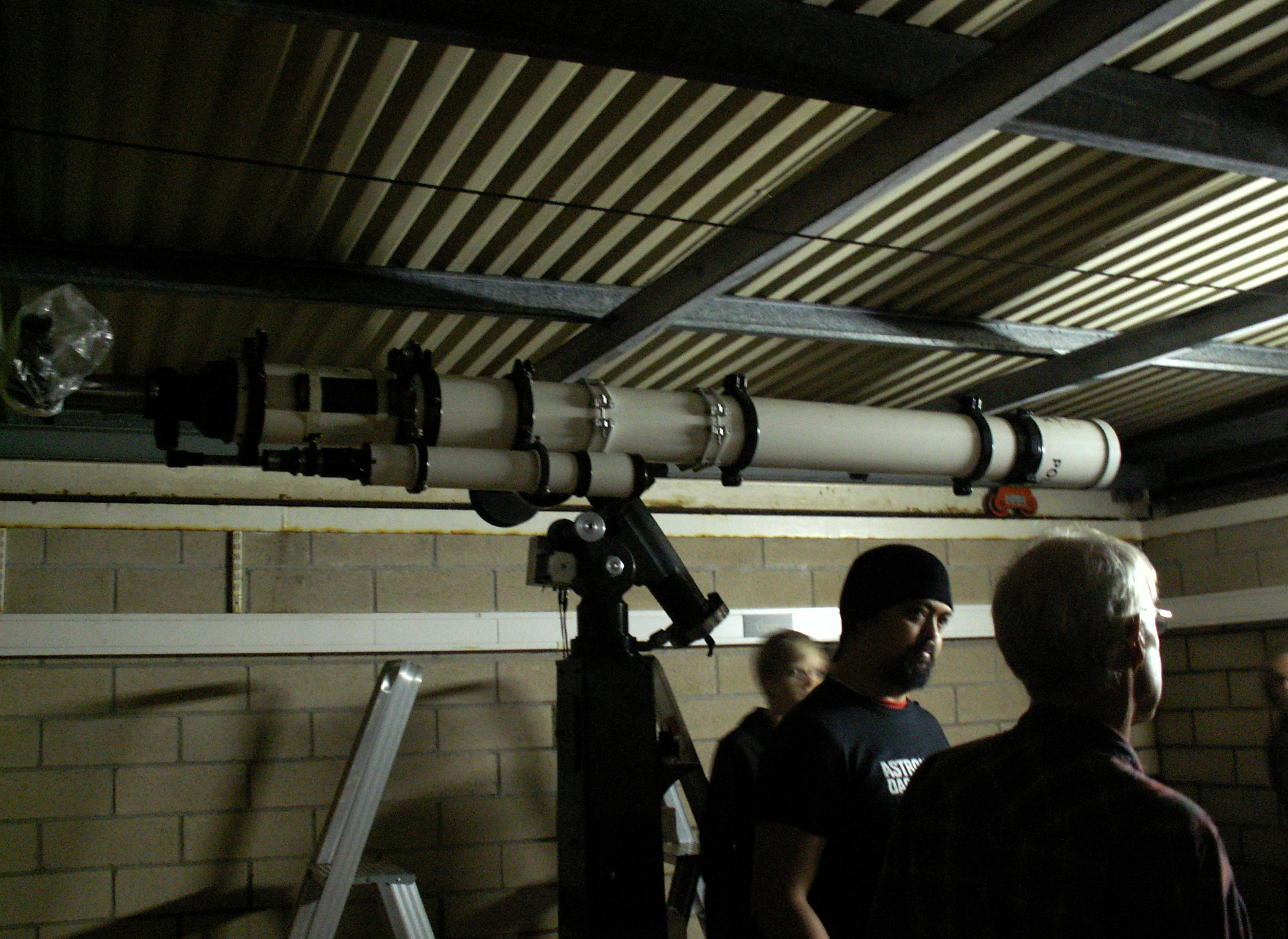
På Astronomins dag och natt 2014 pågick aktiviteter på 24 orter.
(foto: Slottsskogsobservatoriet)

Astronomins dag och natt, ibland förkortat ADON, är en årlig temadag och vetenskapsfestival i Sverige instiftad 2012 av Svenska astronomiska sällskapet. Typiska evenemang under Astronomins dag och natt är stjärnträffar, populärvetenskapliga föreläsningar om astronomi och aktiviteter för barn.
Under Astronomins dag och natt har flera invigningar ägt rum. År 2012 lanserades ungdomsförbundet Astronomisk Ungdom, planeten Uranus i skalmodellen Sweden Solar System invigdes, samt Frostvikens observatorium i Gäddede. År 2013 invigde Västerås astronomi- och rymdforskningsförening ett nytt observatorium i Västerås. År 2014 hölls en okonferens i serien SpaceUp för första gången i Sverige. År 2015 nyinvigdes Venus i Sweden Solar System i samband med ett motionslopp mellan några av modellerna i Sweden Solar System. Antalet evenemang ökade från 2013 (32 evenemang på 22 orter) till 2015 (46 evenemang på 34 orter).  År 2016 inträffade Astronomins dag och natt den 8 oktober, och i slutet av september 2016 ingick 50 evenemang på 38 orter, bland dem även ett evenemang i Ekenäs, Finland.  I samband med Astronomins dag och natt den 23 september 2017 lanserades bland annat utställningen Upptäck universum som visar upp verk av sex svenska astrofotografer.

## Datum och teman
| År   | Datum           | Tema                      | Noter                              |
| ---- | --------------- | ------------------------- | ---------------------------------- |
| 2012 | 13 oktober      |                           |                                    |
| 2013 | 28 september    |                           |                                    |
| 2014 | 18 oktober      |                           |                                    |
| 2015 | 10 oktober      |                           |                                    |
| 2016 | 8 oktober       |                           |                                    |
| 2017 | 23 september    | Vintergatan               |                                    |
| 2018 | 29 september    | Röd planet, blå planet    |                                    |
| 2019 | 28 september    | Räkna stjärnorna          |                                    |
| 2020 | 26 september    | Jorden 2.0                | genomfördes huvudsakligen digitalt |
| 2022 | 24 september    | Universums alla solsystem |                                    |
| 2023 | 22-23 september | Rymdresa i tid och rum    |                                    |